# Russula globispora
Russula globispora är en svampart som tillhör divisionen basidiesvampar, och som först beskrevs av Jean Blum, och fick sitt nu gällande namn av Marcel Bon. Russula globispora ingår i släktet kremlor, och familjen kremlor och riskor. Arten är reproducerande i Sverige.

## Bildgalleri

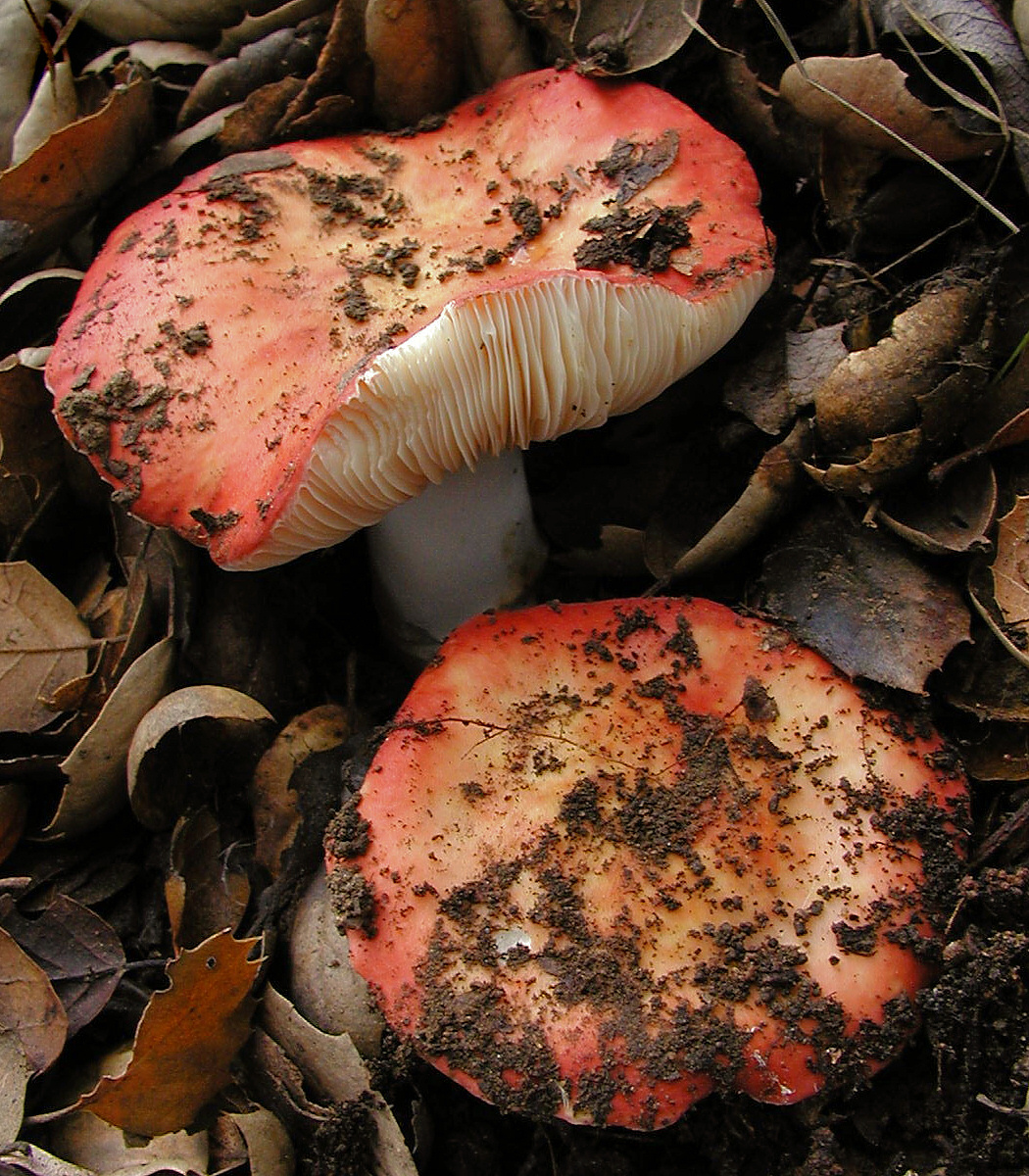
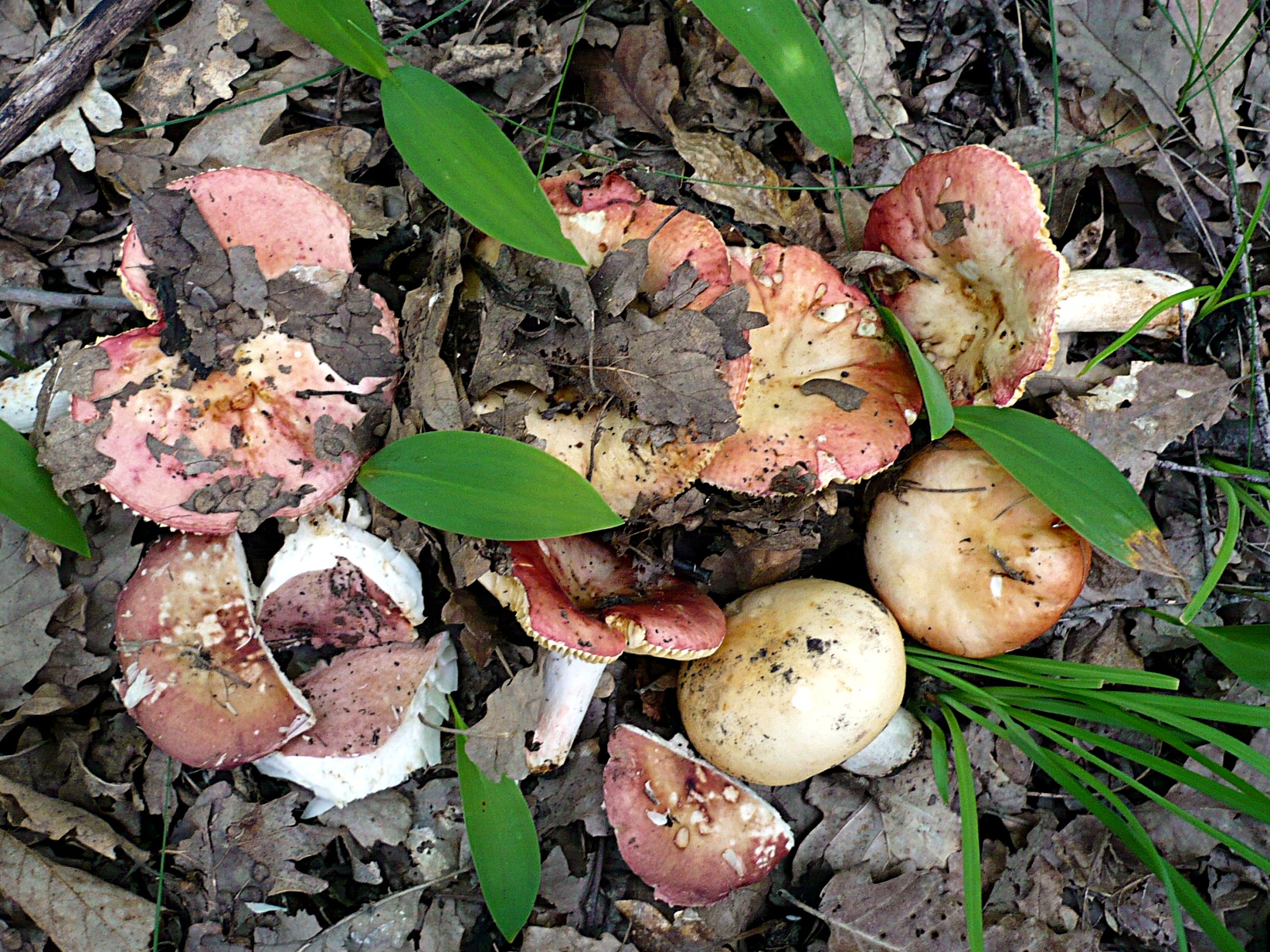